# Speculum

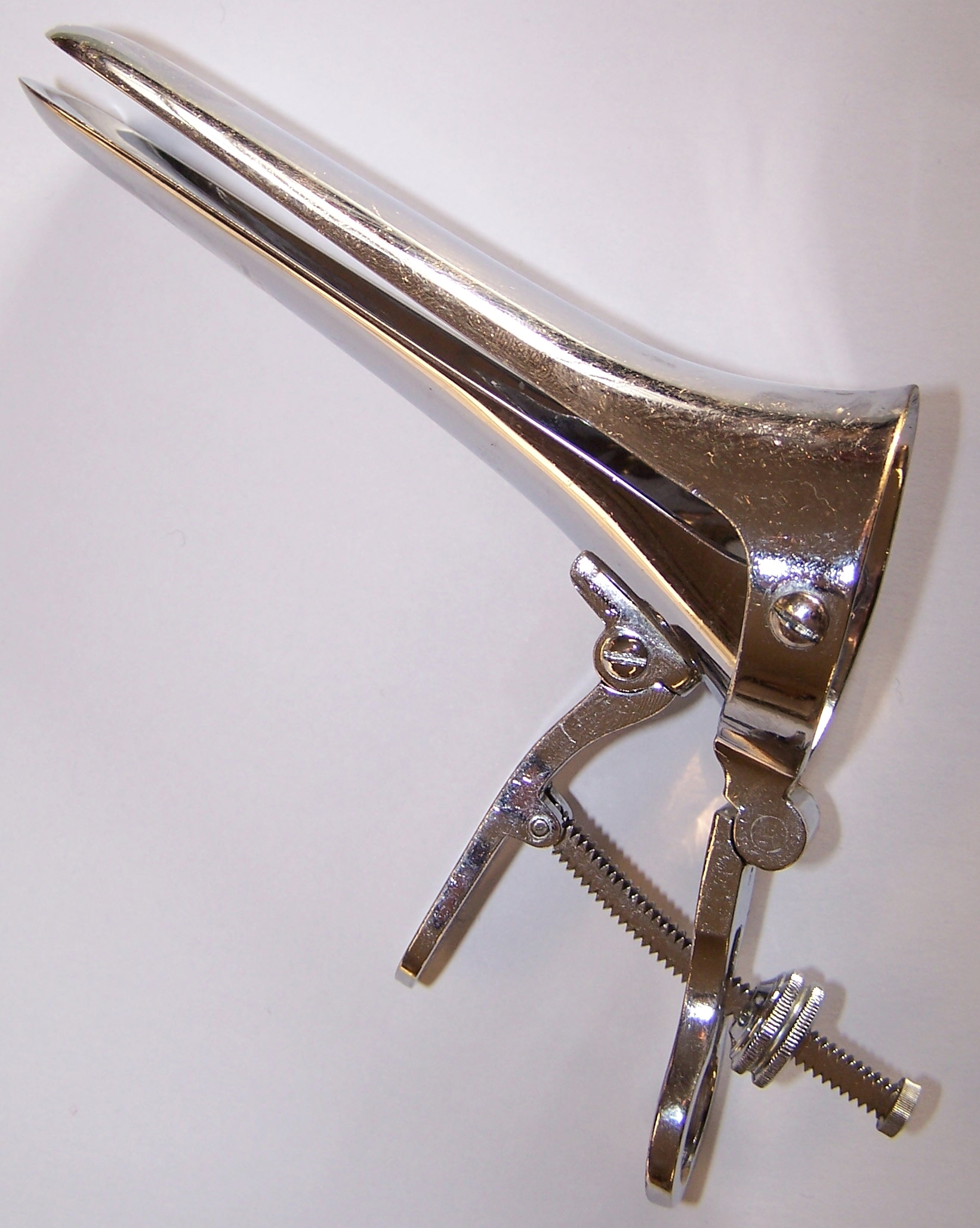
Kovové Cuscovo zrcadlo

Speculum (latinsky zrcadlo; též spekulum, vaginální zrcadlo, v lékařském žargonu zrcadlo) je nástroj, sloužící k zpřístupnění poševních stěn a děložního čípku pro vyšetření, případně pro operační zákroky. 

## Rozdělení specul
Základním rozdělením specul je dělení dle konstrukce
- rozevírací
  - kovová
    - s čepy
    - s rameny

  - plastová (jednorázová)
- pevná
  - lehká
  - zatížená

Podle polohy při zákroku se pak specula dělí na 
- přední
- zadní
- boční

## Použití specul
Pro základní vyšetření se používají rozevírací specula, v současné době převážně plastová s jednorázovým použitím. Specula se vyrábějí v řadě normovaných rozměrů, dle anatomických dispozic pacientky (od dětské gynekologie po multipary). Kovové speculum by před použitím mělo být temperováno na tělesnou teplotu ohřátím v teplé vodě a lubrikováno. Většina rozevíracích specul je opatřena rozevíracím šroubem s mechanismem, kterým lze speculum rychle uvolnit.
Pevná specula se používají především v operativní gynekologii při zákrocích vaginální cestou. Specifické postavení mezi nimi zaujímají specula zatížená (ve slangu závaží), vytvářející tah požadovaným směrem.